# Kevin Tent
Kevin Tent (...) è un montatore statunitense.
Ha ottenuto due candidatura al Premio Oscar per il suo lavoro di montaggio nei film Paradiso amaro e The Holdovers - Lezioni di vita.

## Filmografia

### Montatore
- Emmanuelle 5, regia di Walerian Borowczyk e Steve Barnett - versione USA (1987)
- Not of This Earth, regia di Jim Wynorski (1988)
- Moontrap - Destinazione Terra (Moontrap), regia di  Robert Dyke (1989)
- Basket Case 2, regia di Frank Henenlotter (1990)
- Frankenhooker, regia di Frank Henenlotter (1990)
- Hollywood Boulevard II, regia di Steve Barnett (1990)
- Rock 'n' Roll High School Forever, regia di Deborah Brock (1991)
- Verdetto: colpevole (Guilty as Charged), regia di Sam Irvin (1991)
- Guncrazy, regia di Tamra Davis (1992)
- Ultraviolet, regia di Mark Griffiths (1992)
- Il massacro degli innocenti (Slaughter of the Innocents), regia di James Glickenhaus (1993)
- L'ultima occasione (Homage), regia di Ross Kagan Marks (1995)
- La storia di Ruth, donna americana (Citizen Ruth), regia di Alexander Payne (1995)
- Circostanze pericolose (One Good Turn), regia di Tony Randel (1996)
- Da quando te ne sei andato (Since You've Been Gone), regia di David Schwimmer - film TV (1998)
- Election, regia di Alexander Payne (1999)
- Ragazze interrotte (Girl, Interrupted), regia di James Mangold (1999)
- Shelly Fisher, regia di Paul Chart - film TV (1999)
- Blow, regia di Ted Demme (2001)
- A proposito di Schmidt (About Schmidt), regia di Alexander Payne (2002)
- In ostaggio (The Clearing), regia di Pieter Jan Brugge (2004)
- Sideways - In viaggio con Jack (Sideways), regia di Alexander Payne (2004)
- Quel mostro di suocera (Monster-in-Law), regia di Robert Luketic (2005)
- Vita da camper (RV), regia di Barry Sonnenfeld (2006)
- Mr. Woodcock, regia di Craig Gillespie (2007)
- La bussola d'oro (The Golden Compass), regia di Chris Weitz (2007)
- La concessionaria più pazza d'America (The Goods: Live Hard, Sell Hard), regia di Neal Brennan (2009)
- Shanghai, regia di Mikael Håfström (2010)
- Paradiso amaro (The Descendants), regia di Alexander Payne (2011)
- Disconnect, regia di Henry Alex Rubin (2012)
- Nebraska, regia di Alexander Payne (2013)
- Welcome to Me, regia di Shira Piven (2014)
- The Audition, regia di Martin Scorsese - cortometraggio (2015)
- Downsizing - Vivere alla grande (Downsizing), regia di Alexander Payne (2017)
- In viaggio verso un sogno - The Peanut Butter Falcon (The Peanut Butter Falcon), regia di Tyler Nilson e Michael Schwartz (2019)
- The Holdovers - Lezioni di vita (The Holdovers), regia di Alexander Payne (2023)

### Regista
- Blackbelt II (1989)
- Ultra Warrior (1990)
- Dolce vendetta (Crash Pad) (2017)